# Alexander Acha
Raúl Alexander Acha Alemán (Ciudad de México, 25 de enero de 1985), conocido como Alexander Acha, es un músico, cantante y compositor mexicano, hijo del también cantante Emmanuel. Ha lanzado tres álbumes de estudio, dos recopilaciones y más de 10 sencillos. A lo largo de su carrera ha recibido un premio Latin Grammy a Mejor artista nuevo (2009) y un Premios Oye. 

## Vida y carrera

### 1985-2007: Primeros años e inicios musicales
Nació en Ciudad de México el 25 de enero de 1985, hijo de Emmanuel Acha y Mercedes Alemán. Tiene ascendencia española, argentina y mexicana.[cita requerida] Su abuelo, Raúl Acha, fue un torero nacido en Argentina que alcanzó la fama en España, donde conoció a Conchita Martínez, abuela paterna de Alexander.[cita requerida] Su primer interés en la música fueron las percusiones y desde muy pequeño pidió su propia batería. Empezó a estudiar música a los 5 años: rítmica, percusión, canto y solfeo en el Instituto Artene, A.C.[cita requerida] Dos años después ingresó al Centro de Investigaciones y Estudios Musicales donde aprendió composición y piano.[cita requerida] En 1999 estudió en el Summer Piano Institute de Kansas, Estados Unidos.[cita requerida] En 2003 se trasladó a Países Bajos donde inició su formación en el Instituto de Música Berger. Después de sus estudios de piano clásico con diversos maestros de talla internacional, ofreció una decena de conciertos en varios recintos de la Ciudad de México. A los 12 años compuso su primera canción Lágrimas de cera y ensambló una banda de rock con sus amigos.[cita requerida] Paralelamente, formalizó sus estudios en Berklee College of Music y la Academia de Música Fermatta, donde ingresó a la carrera de composición, guitarra y voz.[cita requerida] En 2007, junto a su padre adaptó la canción popular «La Guadalupana», de la banda sonora de la película Guadalupe, la cual presentó al año siguiente en la Basílica de Guadalupe. Después de años de preparación y práctica, a los 18 años estaba listo para lanzar su primer disco.

### 2008-2013: Álbum debut yLa vida es
En 2008, lanzó su álbum debut Voy, ganador de disco de oro y platino por sus ventas en México. Este disco incluye el tema «Te amo», el cual mantuvo en primer lugar de la radio nacional por 16 semanas consecutivas.[cita requerida] En 2009, recibió el Grammy Latino por Mejor Artista Nuevo. Durante 2009 y 2010, participó como invitado especial en la gira “Retro” de Emmanuel presentándose en más de 70 shows.
En 2011 lanzó su segunda producción discográfica La vida es... que incluye temas como «Amiga», «Gracias» y «Eres tanto». Su nuevo disco consiguió el disco de oro en México. La reedición de este material titulada La vida es... Amor sincero se publicó un año después, distinguiéndose de la primera edición por la inclusión de «Amor sincero», el tema principal de la telenovela mexicana Un refugio para el amor.

### 2014-2016:Claroscuro
Su tercer disco Claroscuro, grabado en Los Ángeles, salió a la venta en agosto de 2014. El disco incluye canciones como «Gimme Your Love» (Dame tu amor) y «Love is Gonna Find You» (El amor te va a encontrar), así como otras baladas. En octubre de 2015, como parte de su Tour Claroscuro, Alexander dio un concierto en el Teatro Metropolitan de la Ciudad de México, tuvo como invitado especial al cantautor Aleks Syntek.[cita requerida]
En 2016, presentó su sencillo «No separarnos más», producido por el productor Julio Reyes Copello, así como el vídeo oficial de la canción que cuenta con la participación de Sherlyn, actriz mexicana. Posteriormente, lanzó «Perdón», el cual permaneció varias semanas consecutivas en las primeras 10 posiciones del chart nacional de la radio mexicana.[cita requerida] Ese mismo año, recibió la invitación por parte de su padre Emmanuel para cantar a dueto «Es mi mujer», del álbum MTV Unplugged.

### 2018-presente:Luz
Estuvo a cargo de la composición y producción de la banda sonora de la película Tepeyac. Asimismo, el productor cinematográfico Jorge Aragón invitó a Acha para adaptar y regrabar el éxito «Non ci sono anime», del italiano Antonello Vendetti, el cual conformó el tema principal de la película El hubiera sí existe (2019). A finales de 2018 Alexander hizo una colaboración con Los Socios del Ritmo en su tema «Llorar» como parte del repertorio del CD-DVD titulado Los socios del ritmo: Hoy. Ese año, lanzó su cuarto álbum titulado Luz, conformado por 10 temas inéditos y la colaboración de varios productores como: Julio Reyes Copello, Juan Carlos Moguel, Diego y “Zurdo” Ortega, Joan Romagosa y el propio Acha.

## Discografía

### Álbumes de estudio
- 2008: Voy
- 2011: La vida es...
- 2014: Claroscuro
- 2018: Luz
- 2022: Las italianas

### Álbumes recopilatorios
- 2010: Super 6 Tracks: Voy

## Giras musicales
- 2009-2010: Colaboración en la gira Retro de Emmanuel
- 2012-2013: La vida es... Tour
- 2015: Claroscuro Tour

## Premios y nominaciones
| Año  | Premio                 | Trabajo nominado | Categoría                         | Resultado | Ref.  |
| ---- | ---------------------- | ---------------- | --------------------------------- | --------- | ----- |
| 2009 | Premios Oye            | «Te amo»         | Video en español                  | Nominado  |       |
| 2009 | Premios Oye            | El mismo         | Pop en español: Solista masculino | Nominado  |       |
| 2009 | Premios Oye            | «Te amo»         | Canción del año                   | Nominado  |       |
| 2009 | Premios Oye            | El mismo         | Revelación del año                | Ganador   |       |
| 2009 | Premios Grammy Latinos | El mismo         | Mejor Artista Nuevo               | Ganador   | [ 2 ] |